# 巴羅達 (密歇根州)
巴羅達（英語：Baroda）是位於美國密歇根州貝林縣的一個村。

## 人口
根據2020年美國人口普查的數據，巴羅達的面積為1.86平方千米，當中陸地面積為1.86平方千米，而水域面積為0.00平方千米。當地共有人口875人，而人口密度為每平方千米470人。